# Liste von Mausoleen der Kaiser und Kaiserinnen der Westlichen Han-Dynastie
Die Liste von Mausoleen der Kaiser und Kaiserinnen der Westlichen Han-Dynastie gibt die Grabanlagen der Herrscher und Herrscherinnen der Westlichen Han-Dynastie (207 v. bis 9 n. Chr.) wieder. Sie befinden sich bei Xi’an.

## Lage
In der Nähe von Xianyang befinden sich die „Fünf Mausoleen“ (Xi Han wuling, 西汉五陵) auf dem „Plateau der fünf Mausoleen“ (Wuling Yuan, 五陵塬). Namensgebend waren die Mausoleen der Kaiser Gao Zu (Liu Bang, 206–195 v. Chr.), Hui Di (Liu Yin, 195–188 v. Chr.), Jing Di (Liu Qi, 157–141 v. Chr.), Wu Di (Liu Che, 141–87 v. Chr.) und Zhao Di (Liu Foling, 87–74 v. Chr.). Hier befinden sich noch vier weitere, später errichtete Mausoleen. Das Maoling-Mausoleum liegt am weitesten westlich und ist die größte der insgesamt 9 Grabstätten. Am weitesten östlich gelegen ist das Han Yangling-Mausoleum. Die Entfernung zwischen beiden beträgt 36 km Luftlinie. Die Kaiser Wen Di (文帝) (Liu Heng, 180–157 v. Chr.) und Xuan Di (宣帝) (Liu Xun, 74–49 v. Chr.) ließen ihre Grabstätten südlich des Wei-Flusses und damit außerhalb des Gebietes der Wuling-Ebene errichten.

## Mausoleen
Zu den Mausoleen zählen (in Klammern jeweils die Jahre der Regentschaft):
| Bezeichnung            | Funktion                                                            | Koordinaten                   | Bild                            |
| ---------------------- | ------------------------------------------------------------------- | ----------------------------- | ------------------------------- |
| Han Changling (汉长陵) | Mausoleum des Kaisers Gao Zu (Liu Bang, 206–195 v. Chr.)            | 34° 26′ 5″ N, 108° 52′ 36″ O  | Han Changling                   |
| Han Anling (汉安陵)    | Mausoleum des Kaisers Hui Di (Liu Yin, 195–188 v. Chr.)             | 34° 25′ 22″ N, 108° 50′ 25″ O |                                 |
| Han Baling (汉霸陵)    | Mausoleum des Kaisers Wen Di (文帝) (Liu Heng, 180–157 v. Chr.)     | 34° 15′ 32″ N, 109° 6′ 48″ O  | Han Anling                      |
| Han Yangling (汉阳陵)  | Mausoleum des Kaisers Jing Di (Liu Qi, 157–141 v. Chr.)             | 34° 26′ 38″ N, 108° 56′ 27″ O | Han Yangling                    |
| Han Maoling (汉茂陵)   | Mausoleum des Kaisers Wu Di (Liu Che, 141–87 v. Chr.)               | 34° 20′ 18″ N, 108° 34′ 12″ O | Han Maoling                     |
| Han Pingling (汉平陵)  | Mausoleum des Kaisers Zhao Di (Liu Foling, 87–74 v. Chr.)           | 34° 21′ 47″ N, 108° 37′ 54″ O | Han Pingling                    |
| Han Duling (汉杜陵)    | Mausoleum des Kaisers Xuan Di (宣帝) (Liu Xun, 74–49 v. Chr.)       | 34° 10′ 52″ N, 109° 1′ 22″ O  | Han Duling – im Süden von Xi’an |
| Han Weiling (汉渭陵)   | Mausoleum des Kaisers Yuan Di (元帝) (Liu Shi, 49–33 v. Chr.)       | 34° 23′ 29″ N, 108° 44′ 13″ O | Han Weiling                     |
| Han Yanling (汉延陵)   | Mausoleum des Kaisers Cheng Di (成帝) (Liu Ao, 33–7 v. Chr.)        | 34° 22′ 29″ N, 108° 41′ 48″ O | Han Yanling                     |
| Han Yiling (汉义陵)    | Mausoleum des Kaisers Ai Di (哀帝) (Liu Xin, 7–1 v. Chr.)           | 34° 24′ 3″ N, 108° 45′ 53″ O  | Han Yiling                      |
| Han Kangling (汉康陵)  | Mausoleum des Kaisers Ping Di (平帝) (Liu Kan, 1 v. Chr.-6 n. Chr.) | 34° 23′ 52″ N, 108° 42′ 45″ O | Han Kangling                    |

Zu den Gräbern von Kaiserinnen zählen:
| Bezeichnung          | Funktion                                                                           | Koordinaten                  | Bild |
| -------------------- | ---------------------------------------------------------------------------------- | ---------------------------- | ---- |
| Nanling (薄太后南陵) | Mausoleum der Kaiserwitwe Bo (薄太后) des Han-Kaisers Gao Zu und Mutter von Wen Di | 34° 13′ 16″ N, 109° 5′ 47″ O |      |
|                      | Mausoleum der Kaiserin Dou (竇皇后) des Kaisers Wen Di                             | 34° 14′ 10″ N, 109° 7′ 6″ O  |      |
|                      | Mausoleum der Kaiserin Lu                                                          | 34° 26′ 2″ N, 108° 52′ 53″ O |      |